# دستگاه معادلات
در ریاضیات، مجموعه‌ای از معادلات توأم، همچنین به عنوان دستگاه معادلات یا سیستم معادلات شناخته می‌شود، مجموعه ای متناهی از معادلات است که برای آن جواب‌های مشترک جستجو می‌شود. یک دستگاه معادله معمولاً به همان روش معادلات منفرد دسته‌بندی می‌شود، یعنی به‌صورت یک:
- دستگاه معادلات خطی،
- دستگاه معادلات غیرخطی،
- دستگاه معادلات دوخطی،
- دستگاه معادلات چندجمله‌ای،
- دستگاه معادلات دیفرانسیل یا یک
- دستگاه معادلات تفاضلی